# Borussia Verein für Leibesübungen 1900 Mönchengladbach 1984-1985
Questa voce raccoglie le informazioni riguardanti il Borussia Verein für Leibesübungen 1900 Mönchengladbach nelle competizioni ufficiali della stagione 1984-1985.

## Stagione
Nella stagione 1984-1985 il Borussia Mönchengladbach, allenato da Jupp Heynckes, concluse il campionato di Bundesliga al 4º posto. In Coppa di Germania il Borussia Mönchengladbach fu eliminato in semifinale dal Bayern Monaco. In Coppa UEFA il Borussia Mönchengladbach fu eliminato al secondo turno dal Widzew Łódź. Il capocannoniere della squadra fu Frank Mill con 16 gol.

## Rosa
| N. |                           | Ruolo | Calciatore         |
| -- | ------------------------- | ----- | ------------------ |
|    | Germania Ovest (bandiera) | P     | Uwe Kamps          |
|    | Germania Ovest (bandiera) | P     | Ulrich Sude        |
|    | Germania Ovest (bandiera) | D     | Ulrich Borowka     |
|    | Germania Ovest (bandiera) | D     | Hans-Günter Bruns  |
|    | Germania Ovest (bandiera) | D     | Hans-Georg Dreßen  |
|    | Germania Ovest (bandiera) | D     | Michael Frontzeck  |
|    | Germania Ovest (bandiera) | D     | Wilfried Hannes    |
|    | Norvegia (bandiera)       | D     | Kai-Erik Herlovsen |
|    | Austria (bandiera)        | D     | Bernd Krauss       |
|    | Germania Ovest (bandiera) | D     | Thomas Krisp       |
|    | Germania Ovest (bandiera) | D     | Norbert Ringels    |

| N. |                           | Ruolo | Calciatore            |
| -- | ------------------------- | ----- | --------------------- |
|    | Germania Ovest (bandiera) | C     | Joachim Gehrmann      |
|    | Germania Ovest (bandiera) | C     | Dieter Hecking        |
|    | Germania Ovest (bandiera) | C     | Thomas Herbst         |
|    | Germania Ovest (bandiera) | C     | Christian Hochstätter |
|    | Germania Ovest (bandiera) | C     | Winfried Schäfer      |
|    | Germania Ovest (bandiera) | C     | Armin Veh             |
|    | Germania Ovest (bandiera) | A     | Hans-Jörg Criens      |
|    | Germania Ovest (bandiera) | A     | Ewald Lienen          |
|    | Germania Ovest (bandiera) | A     | Frank Mill            |
|    | Germania Ovest (bandiera) | A     | Uwe Rahn              |

## Calciomercato

### Sessione estiva
| Acquisti | Acquisti     | Acquisti             | Acquisti |
| R.       | Nome         | da                   | Modalità |
| -------- | ------------ | -------------------- | -------- |
| D        | Thomas Krisp | Alemannia Aquisgrana |          |
| C        | Armin Veh    | San Gallo            |          |

| Cessioni | Cessioni         | Cessioni           | Cessioni |
| R.       | Nome             | a                  | Modalità |
| -------- | ---------------- | ------------------ | -------- |
| C        | Jürgen Fleer     | Fortuna Düsseldorf |          |
| C        | Lothar Matthäus  | Bayern Monaco      |          |
| D        | Ingo Pickenäcker | Bochum             |          |
| A        | Kurt Pinkall     | Beerschot          |          |

### Sessione invernale
| Acquisti | Acquisti | Acquisti | Acquisti |
| R.       | Nome     | da       | Modalità |
| -------- | -------- | -------- | -------- |

| Cessioni | Cessioni | Cessioni | Cessioni |
| R.       | Nome     | a        | Modalità |
| -------- | -------- | -------- | -------- |

## Risultati

### Bundesliga

#### Girone di andata
| Arbitro: | Correll |

|                         |           |             |
| Mill 7’, 9’, 57’ (rig.) | Marcatori | 31’ Dierßen |

| Arbitro: | Brehm |

|                  |           |           |
| Kaltz 86’ (rig.) | Marcatori | 4’ Criens |

| Arbitro: | Heitmann |

|                      |           |                               |
| Klotz 9’ Wegmann 88’ | Marcatori | 32’, 40’ Mill 63’ Hochstätter |

| Arbitro: | Walz |

|                                        |           |                             |
| Rahn 2’, 51’ Bruns 43’ (rig.) Mill 54’ | Marcatori | 60’, 71’ Fischer 90’ Knäbel |

| Arbitro: | Risse |

|                           |           |                            |
| Röber 3’ Waas 63’ Cha 70’ | Marcatori | 11’ Hochstätter 83’ Criens |

| Arbitro: | Zimmermann |

|                               |           |                                |
| Bruns 55’ Rahn 58’ Criens 66’ | Marcatori | 39’ Becker 49’ Günther 64’ Löw |

| Arbitro: | Brückner |

|                 |           |  |
| Allofs 42’, 72’ | Marcatori |  |

| Arbitro: | Föckler |

|                                                                                    |           |  |
| Rahn 4’, 67’, 77’ Dreßen 8’ Criens 18’, 55’, 68’ Borowka 21’ Krauss 25’ Hannes 90’ | Marcatori |  |

| Arbitro: | Schmidhuber |

|                             |           |                                 |
| Borchers 30’ Reich 55’, 84’ | Marcatori | 32’ Bruns 47’ Krauss 70’ Lienen |

| Arbitro: | Dellwing |

|          |           |                   |
| Mill 47’ | Marcatori | 67’ (aut.) Hannes |

| Arbitro: | Umbach |

|                                   |           |                     |
| Funkel 7’ Raschid 72’ Wöhrlin 78’ | Marcatori | 38’ Mill 88’ Hannes |

| Arbitro: | Niebergall |

|                                    |           |                      |
| Mill 21’ Borowka 27’ Frontzeck 33’ | Marcatori | 24’ Mathy 87’ Hoeneß |

| Arbitro: | Osmers |

|            |           |                                            |
| Allofs 58’ | Marcatori | 4’ Dreßen 19’, 32’ Rahn 20’ Mill 63’ Bruns |

| Arbitro: | Horeis |

|                               |           |                 |
| Criens 55’ Förster 62’ (aut.) | Marcatori | 8’ Sigurvinsson |

| Arbitro: | Hontheim |

|            |           |                          |
| Sebert 67’ | Marcatori | 18’, 26’ Hannes 28’ Rahn |

| Arbitro: | Neuner |

|  |           |                        |
|  | Marcatori | 10’ Holmqvist 63’ Zewe |

| Arbitro: | Tritschler |

|              |           |           |
| Tobollik 62’ | Marcatori | 32’ Bruns |

#### Girone di ritorno
| Arbitro: | Werner |

|                                                 |           |          |
| Hartmann 40’, 81’ Eilenfeldt 54’ Kleppinger 88’ | Marcatori | 90’ Rahn |

| Arbitro: | Theobald |

|  |           |              |
|  | Marcatori | 69’ Milewski |

| Arbitro: | Assenmacher |

|            |           |          |
| Criens 75’ | Marcatori | 90’ Zorc |

| Arbitro: | Barnick |

|  |           |                            |
|  | Marcatori | 74’ Hochstätter 89’ Dreßen |

| Arbitro: | Brückner |

|               |           |          |
| Herlovsen 83’ | Marcatori | 88’ Götz |

| Arbitro: | Roth |

|  |           |             |
|  | Marcatori | 72’ Borowka |

| Arbitro: | Brehm |

|                                                                          |           |  |
| Frontzeck 5’, 80’ Criens 19’ Rahn 57’, 69’ Herlovsen 64’ Mill 76’ (rig.) | Marcatori |  |

| Arbitro: | Neuner |

|  |           |                                           |
|  | Marcatori | 31’ (aut.) Gorski 52’, 82’ Mill 84’ Bruns |

| Arbitro: | Tritschler |

|                      |           |  |
| Mill 27’ Borowka 85’ | Marcatori |  |

| Arbitro: | Hontheim |

|                      |           |  |
| Völler 44’ Meier 62’ | Marcatori |  |

| Mönchengladbach 20 aprile 1985, ore 15:30 CEST 28ª giornata | Borussia M'gladbach | 0 – 0 referto | Bayer Uerdingen | Bökelbergstadion (17 400 spett.)\| Arbitro: \| Uhlig \| |
| Arbitro:                                                    | Uhlig               |               |                 |                                                         |

| Arbitro: | Roth |

|                                                 |           |  |
| Hoeneß 34’ Matthäus 48’ Wohlfarth 64’ Mathy 78’ | Marcatori |  |

| Arbitro: | Schmidhuber |

|                      |           |                     |
| Borowka 37’ Rahn 47’ | Marcatori | 6’, 65’, 89’ Allofs |

| Arbitro: | Wiesel |

|                            |           |                                  |
| Klinsmann 77’ Allgöwer 81’ | Marcatori | 13’ Dreßen 23’ Lienen 73’ Criens |

| Arbitro: | Dellwing |

|                          |           |  |
| Criens 24’, 86’ Mill 75’ | Marcatori |  |

| Arbitro: | Wahmann |

|                 |           |          |
| Thiele 35’, 54’ | Marcatori | 28’ Mill |

| Arbitro: | Walz |

|                         |           |                           |
| Bruns 25’, 79’ Rahn 78’ | Marcatori | 2’, 85’ Tobollik 42’ Mohr |

### Coppa di Germania
| Arbitro: | Schütte |

|                                          |           |              |
| Borowka 5’ Mill 39’, 87’ Hochstätter 44’ | Marcatori | 23’ Hellmann |

| Arbitro: | Heitmann |

|                                                   |           |                       |
| Criens 1’ Rahn 64’ (rig.) Krauss 102’ Lienen 105’ | Marcatori | 34’ Körbel 86’ Müller |

| Arbitro: | Roth |

|  |           |                 |
|  | Marcatori | 67’, 76’ Criens |

| Arbitro: | Wiesel |

|              |           |                    |
| Diekmann 52’ | Marcatori | 44’ Bruns 66’ Rahn |

| Arbitro: | Heitmann |

|                   |           |  |
| Lerby 101’ (rig.) | Marcatori |  |

### Coppa UEFA
| Arbitro: | Frickmann |

|                       |           |                                       |
| Němec 30’, 65’ (rig.) | Marcatori | 25’ Hochstätter 71’ Criens 77’ Lienen |

| Arbitro: | Glavina |

|                               |           |            |
| Herbst 27’ Rahn 50’, 51’, 66’ | Marcatori | 53’ Targoš |

| Arbitro: | Savchenko |

|                                |           |                         |
| Rahn 22’ Criens 32’ Herbst 61’ | Marcatori | 56’ Wraga 68’ Myśliński |

| Arbitro: | Quiniou |

|              |           |  |
| Smolarek 65’ | Marcatori |  |

## Statistiche

### Statistiche di squadra
| Competizione      | Punti | In casa | In casa | In casa | In casa | In casa | In casa | In trasferta | In trasferta | In trasferta | In trasferta | In trasferta | In trasferta | Totale | Totale | Totale | Totale | Totale | Totale | DR  |
| Competizione      | Punti | G       | V       | N       | P       | Gf      | Gs      | G            | V            | N            | P            | Gf           | Gs           | G      | V      | N      | P      | Gf     | Gs     | DR  |
| ----------------- | ----- | ------- | ------- | ------- | ------- | ------- | ------- | ------------ | ------------ | ------------ | ------------ | ------------ | ------------ | ------ | ------ | ------ | ------ | ------ | ------ | --- |
| Bundesliga        | 39    | 17      | 8       | 6       | 3       | 45      | 22      | 17           | 7            | 3            | 7            | 32           | 31           | 34     | 15     | 9      | 10     | 77     | 53     | +24 |
| Coppa di Germania | -     | 2       | 2       | 0       | 0       | 8       | 3       | 3            | 2            | 0            | 1            | 4            | 2            | 5      | 4      | 0      | 1      | 12     | 5      | +7  |
| Coppa UEFA        | -     | 2       | 2       | 0       | 0       | 7       | 3       | 2            | 1            | 0            | 1            | 3            | 3            | 4      | 3      | 0      | 1      | 10     | 6      | +4  |
| Totale            | 39    | 21      | 12      | 6       | 3       | 60      | 28      | 22           | 10           | 3            | 9            | 39           | 36           | 43     | 22     | 9      | 12     | 99     | 64     | +35 |

### Andamento in campionato
| Giornata  | 1 | 2 | 3 | 4 | 5 | 6 | 7 | 8 | 9 | 10 | 11 | 12 | 13 | 14 | 15 | 16 | 17 | 18 | 19 | 20 | 21 | 22 | 23 | 24 | 25 | 26 | 27 | 28 | 29 | 30 | 31 | 32 | 33 | 34 |
| --------- | - | - | - | - | - | - | - | - | - | -- | -- | -- | -- | -- | -- | -- | -- | -- | -- | -- | -- | -- | -- | -- | -- | -- | -- | -- | -- | -- | -- | -- | -- | -- |
| Luogo     | C | T | T | C | T | C | T | C | T | C  | T  | C  | T  | C  | T  | C  | T  | T  | C  | C  | T  | C  | T  | C  | T  | C  | T  | C  | T  | C  | T  | C  | T  | C  |
| Risultato | V | N | V | V | P | N | P | V | N | N  | P  | V  | V  | V  | V  | P  | N  | P  | P  | N  | V  | N  | V  | V  | V  | V  | P  | N  | P  | P  | V  | V  | P  | N  |
| Posizione | 1 | 3 | 2 | 2 | 3 | 2 | 6 | 2 | 2 | 2  | 6  | 3  | 2  | 2  | 2  | 3  | 4  | 5  | 6  | 6  | 6  | 5  | 3  | 3  | 3  | 3  | 3  | 3  | 4  | 5  | 4  | 4  | 4  | 4  |

Legenda:

Luogo: C = Casa; T = Trasferta. Risultato: V = Vittoria; N = Pareggio; P = Sconfitta.

### Statistiche dei giocatori
| Giocatore      | Bundesliga | Bundesliga | Bundesliga  | Bundesliga | Coppa di Germania | Coppa di Germania | Coppa di Germania | Coppa di Germania | Coppa UEFA | Coppa UEFA | Coppa UEFA  | Coppa UEFA | Totale   | Totale | Totale      | Totale     |
| Giocatore      | Presenze   | Reti       | Ammonizioni | Espulsioni | Presenze          | Reti              | Ammonizioni       | Espulsioni        | Presenze   | Reti       | Ammonizioni | Espulsioni | Presenze | Reti   | Ammonizioni | Espulsioni |
| -------------- | ---------- | ---------- | ----------- | ---------- | ----------------- | ----------------- | ----------------- | ----------------- | ---------- | ---------- | ----------- | ---------- | -------- | ------ | ----------- | ---------- |
| U. Borowka     | 32         | 5          | 7           | 0          | 5                 | 1                 | 1                 | 0                 | 4          | 0          | 0           | 0          | 41       | 6      | 8           | 0          |
| H. Bruns       | 31         | 8          | 3           | 0          | 5                 | 1                 | 1                 | 0                 | 4          | 0          | 0           | 0          | 40       | 9      | 4           | 0          |
| H. Criens      | 31         | 12         | 1           | 0          | 4                 | 3                 | 0                 | 0                 | 4          | 2          | 0           | 0          | 39       | 17     | 1           | 0          |
| H. Dreßen      | 23         | 4          | 3           | 0          | 4                 | 0                 | 0                 | 0                 | 1          | 0          | 0           | 0          | 28       | 4      | 3           | 0          |
| M. Frontzeck   | 31         | 3          | 4           | 1          | 4                 | 0                 | 2                 | 0                 | 4          | 0          | 0           | 0          | 39       | 3      | 6           | 1          |
| J. Gehrmann    | 0          | 0          | 0           | 0          | 0                 | 0                 | 0                 | 0                 | 0          | 0          | 0           | 0          | 0        | 0      | 0           | 0          |
| W. Hannes      | 23         | 4          | 4           | 0          | 2                 | 0                 | 0                 | 0                 | 3          | 0          | 0           | 0          | 28       | 4      | 4           | 0          |
| D. Hecking     | 6          | 0          | 0           | 0          | 0                 | 0                 | 0                 | 0                 | 0          | 0          | 0           | 0          | 6        | 0      | 0           | 0          |
| T. Herbst      | 22         | 0          | 0           | 0          | 4                 | 0                 | 0                 | 0                 | 4          | 2          | 0           | 0          | 30       | 2      | 0           | 0          |
| K. Herlovsen   | 29         | 2          | 5           | 0          | 5                 | 0                 | 2                 | 0                 | 3          | 0          | 0           | 0          | 37       | 2      | 7           | 0          |
| C. Hochstätter | 20         | 3          | 1           | 0          | 2                 | 1                 | 0                 | 0                 | 2          | 1          | 0           | 0          | 24       | 5      | 1           | 0          |
| U. Kamps       | 0          | -0         | 0           | 0          | 0                 | -0                | 0                 | 0                 | 0          | -0         | 0           | 0          | 0        | -0     | 0           | 0          |
| B. Krauss      | 28         | 2          | 5           | 0          | 4                 | 1                 | 2                 | 0                 | 4          | 0          | 0           | 0          | 36       | 3      | 7           | 0          |
| T. Krisp       | 5          | 0          | 0           | 0          | 0                 | 0                 | 0                 | 0                 | 1          | 0          | 0           | 0          | 6        | 0      | 0           | 0          |
| E. Lienen      | 32         | 2          | 2           | 0          | 5                 | 1                 | 0                 | 0                 | 4          | 1          | 0           | 0          | 41       | 4      | 2           | 0          |
| F. Mill        | 31         | 16         | 4           | 0          | 5                 | 2                 | 1                 | 0                 | 3          | 0          | 0           | 0          | 39       | 18     | 5           | 0          |
| U. Rahn        | 34         | 14         | 2           | 0          | 5                 | 2                 | 0                 | 0                 | 4          | 4          | 0           | 0          | 43       | 20     | 2           | 0          |
| N. Ringels     | 16         | 0          | 2           | 0          | 2                 | 0                 | 0                 | 0                 | 0          | 0          | 0           | 0          | 18       | 0      | 2           | 0          |
| W. Schäfer     | 4          | 0          | 1           | 0          | 0                 | 0                 | 0                 | 0                 | 1          | 0          | 0           | 0          | 5        | 0      | 1           | 0          |
| U. Sude        | 34         | -53        | 3           | 0          | 5                 | -5                | 0                 | 0                 | 4          | -6         | 0           | 0          | 43       | -64    | 3           | 0          |
| A. Veh         | 5          | 0          | 2           | 0          | 1                 | 0                 | 0                 | 0                 | 1          | 0          | 0           | 0          | 7        | 0      | 2           | 0          |